# Ramón Martínez (calciatore 2002)
Ramón Martínez Gil (Mula, 22 ottobre 2002) è un calciatore spagnolo, difensore del Siviglia.

## Carriera
Cresciuto nel settore giovanile del Villarreal, nel 2018 è stato acquistato dall'UCAM Murcia ed il 12 maggio 2019 ha debuttato con la squadra B nell'incontro di Tercera División (quinta divisione spagnola) perso 1-0 contro l'Olímpico Totana. Nel luglio del 2019 è stato ceduto in prestito al Levante, in seconda divisione, ma dopo soli due mesi è rientrato al club gialloblu. Ha debuttato in prima squadra l'11 ottobre 2021 nell'incontro di Copa Federación de España vinto 2-1 contro il Moralo e, nel prosieguo della stagione, ha giocato anche 3 partite in terza divisione, continuando in parallelo a giocare con la squadra riserve.
Il 12 luglio 2022 è stato acquistato dal Siviglia che lo ha assegnato alla propria squadra riserve, con la quale ha trascorso le due stagioni successive giocando da titolare nella quarta divisione spagnola. Divenuto in breve tempo titolare delle riserve, ha fatto il suo esordio in prima squadra il 30 ottobre 2024 in coppa nazionale contro il Las Rozas ed il 16 febbraio del 2025 ha esordito anche in campionato nella trasferta vinta 4-0 contro il Real Valladolid; nel prosieguo della stagione ha poi giocato ulteriori 4 partite nella prima divisione spagnola.

## Statistiche

### Presenze e reti nei club
Statistiche aggiornate al 26 maggio 2025
| Stagione        | Squadra           | Campionato      | Campionato | Campionato | Coppe nazionali | Coppe nazionali | Coppe nazionali | Coppe continentali | Coppe continentali | Coppe continentali | Altre coppe | Altre coppe | Altre coppe | Totale | Totale | Totale |
| Stagione        | Squadra           | Comp            | Pres       | Reti       | Comp            | Pres            | Reti            | Comp               | Pres               | Reti               | Comp        | Pres        | Reti        | Pres   | Reti   |        |
| --------------- | ----------------- | --------------- | ---------- | ---------- | --------------- | --------------- | --------------- | ------------------ | ------------------ | ------------------ | ----------- | ----------- | ----------- | ------ | ------ | ------ |
| 2018-2019       | UCAM Murcia B     | TD              | 1          | 0          | -               | -               | -               | -                  | -                  | -                  | -           | -           | -           | 1      | 0      |        |
| gen.-giu. 2020  | UCAM Murcia B     | TD              | 7          | 1          | -               | -               | -               | -                  | -                  | -                  | -           | -           | -           | 7      | 1      |        |
| 2020-2021       | UCAM Murcia B     | TD              | 20         | 0          | -               | -               | -               | -                  | -                  | -                  | -           | -           | -           | 20     | 0      |        |
| 2021-2022       | UCAM Murcia B     | SDR             | 26         | 2          | -               | -               | -               | -                  | -                  | -                  | -           | -           | -           | 26     | 2      |        |
| 2021-2022       | UCAM Murcia       | PDR             | 3          | 0          | CR              | 1               | 0               | -                  | -                  | -                  | CF          | 4           | 1           | 8      | 1      |        |
| 2022-2023       | Siviglia Atlético | SF              | 17         | 0          | -               | -               | -               | -                  | -                  | -                  | -           | -           | -           | 17     | 0      |        |
| 2023-2024       | Siviglia Atlético | SF              | 33         | 3          | -               | -               | -               | -                  | -                  | -                  | -           | -           | -           | 33     | 3      |        |
| 2024-2025       | Siviglia Atlético | SF              | 25         | 1          | -               | -               | -               | -                  | -                  | -                  | -           | -           | -           | 25     | 1      |        |
| 2024-2025       | Siviglia          | PD              | 5          | 1          | CR              | 1               | 0               | -                  | -                  | -                  | -           | -           | -           | 6      | 1      |        |
| Totale carriera | Totale carriera   | Totale carriera | 136        | 8          |                 | 2               | 0               |                    | -                  | -                  |             | 4           | 1           | 142    | 9      |        |